# Кондира Павло Андрійович
Павло Андрійович Кондира (25 лютого 1920, Руликів — 20 лютого 1986, Київ) — Герой Радянського Союзу, в роки радянсько-німецької війни командир кулеметного розрахунку 12-ї гвардійської танкової бригади 4-го гвардійського танкового корпусу 38-ї армії 1-го Українського фронту, гвардії сержант.

## Біографія
Народився 25 лютого 1920 року в селі Руликові (тепер Васильківського району Київської області) в сім'ї селянина. Українець. Член КПРС з 1968 року. Закінчив початкову школу. Працював слюсарем на залізничній станції Київ-Пасажирський.
У період окупації України фашистськими загарбниками брав участь у боях у складі партизанського загону. Після відвоювання Київської області в листопаді 1943 року призваний до лав Червоної Армії. У боях радянсько-німецької війни з січня 1944 року. Воював на 1-му Українському і 4-му Українському фронтах. Відвойовував Західну Україну, звільняв Польщу, Чехословаччину.
23—24 жовтня 1944 року гвардії сержант П. А. Кондира у складі ударного загону в боях за висоту в районі населеного пункту Нижня Писана за 8 кілометрів на південний захід від Дукельського перевалу в Чехословаччині особисто знищив близько 80 гітлерівців і придушив 4 кулеметні точки. 24 жовтня 1944 року був тяжко поранений.
Указом Президії Верховної Ради СРСР від 10 квітня 1945 року за мужність і героїзм, проявлені в боях на Дукельському перевалі, за оволодіння висотою 536,0 і селом Нижня Писана гвардії сержантові Павлу Андрійовичу Кондирі присвоєно звання Героя Радянського Союзу з врученням ордена Леніна і медалі «Золота Зірка» (№ 9000).

Могила Павла Кондири

У 1945 році після лікування демобілізувався. Працював механіком-бригадиром вагонної дільниці Південно-Західної залізниці. Жив у Києві. Помер 20 лютого 1986 року. Похований у Києві на Лук'янівському військовому кладовищі.

## Нагороди, звання
Нагороджений двома орденами Леніна, двома орденами Вітчизняної війни 1-го ступеня, медалями.
Почесний залізничник СРСР. Почесний громадянин міста Василькова Київської області.